# Korneliusz (Siniajew)
Korneliusz, imię świeckie Władimir Aleksandrowicz Siniajew (ur. 22 grudnia 1976 w Kujbyszewie) – rosyjski biskup prawosławny.

## Życiorys
Wychował się w głęboko wierzącej rodzinie prawosławnej. Od czternastego roku życia był hipodiakonem arcybiskupa kujbyszewskiego Euzebiusza. 3 lipca 1993 w Monasterze Pskowsko-Pieczerskim złożył przed tym hierarchą wieczyste śluby mnisze, przyjmując imię Korneliusz. Następnie wrócił do Samary i jeszcze przez rok był hipodiakonem miejscowego biskupa Sergiusza. 6 czerwca 1994 przyjął święcenia diakońskie, zaś 31 lipca 1995 – kapłańskie. Został wyznaczony na proboszcza parafii św. Michała Archanioła w Oriechowce. Od 1997 służył w cerkwi świętych Wiery, Nadziei i Lubowi oraz matki ich Zofii w Samarze, zaś od 1999 był proboszczem parafii św. Włodzimierza w Samarze i nadzorował budowę świątyni parafialnej. Rok później otrzymał godność igumena. Od 2003 do 2007 był członkiem Rosyjskiej Misji Prawosławnej w Jerozolimie.
W 2009 mianowany proboszczem parafii Świętych Piotra i Pawła w Samarze, zaś w 2010 – dziekanem centralnego miejskiego dekanatu samarskiego. W tym samym roku otrzymał godność archimandryty.
Absolwent seminarium duchownego w Samarze oraz Kijowskiej Akademii Duchownej, a także Samarskiej Akademii Humanistycznej (2009).
27 lipca 2011 został nominowany na pierwszego biskupa nowo powołanej eparchii wołgodońskiej i salskiej. Jego chirotonia biskupia odbyła się w soborze Trójcy Świętej w Szczełkowie 11 września 2011, z udziałem patriarchy moskiewskiego i całej Rusi Cyryla, metropolitów krutickiego i kołomieńskiego Juwenaliusza oraz sarańskiego i mordowskiego Warsonofiusza, arcybiskupów jarosławskiego i rostowskiego Pantelejmona, możajskiego Grzegorza, istrińskiego Arseniusza, biskupów Iljana (Wostriakowa) (emerytowany), widnowskiego Tichona, rostowskiego i nowoczerkasskiego Merkuriusza, sierpuchowskiego Romana, sołniecznogorskiego Sergiusza oraz szachtyńskiego i millerowskiego Ignacego.
W 2019 r. przeniesiony na katedrę archangielską.